# Great Tree
Great Tree – osada w Anglii, w Kornwalii. Leży 83 km na wschód od miasta Penzance i 328 km na południowy zachód od Londynu.